# Puèglaurenç
|  | Per a altres significats, vegeu «Puèglaurenç (desambiguació)». |

Puèglaurenç (en francès Puylaurens) és un municipi francès situat al departament del Tarn i a la regió d'Occitània.

## Demografia
| 1962                                       | 1968  | 1975  | 1982  | 1990  | 1999  | 2006  |
| ------------------------------------------ | ----- | ----- | ----- | ----- | ----- | ----- |
| 2.784                                      | 2.936 | 2.782 | 2.778 | 2.708 | 2.792 | 2.996 |
| Des de 1962: població sense dobles comptes |       |       |       |       |       |       |

## Administració
| Període   | Identitat       | Partit             |
| --------- | --------------- | ------------------ |
| 1983-2001 | Louis Fournès   | PS                 |
| 2001-     | Anne Laperrouze | UDF, després MoDem |

## Personatges il·lustres
- Georges Frêche, president del Consell Regional del Llenguadoc-Rosselló.